# Sandee Chan
Sandee Chan (chino simplificado: 陈 珊妮, chino tradicional: 陈 珊妮), (nacida el 19 de julio de 1970 en Filipinas) es una cantante, compositora y productora musical taiwanesa, generalmente canta y escribe sus canciones en chino mandarín. Chan comenzó a tocar piano cuando era niña y compuso sus propios temas musicales, cuando era estudiante en la Universidad Nacional de Chengchi en Taiwán. Ella firmó contrato con un sello discográfico independiente, después de competir  en un concurso de música a nivel universitario en 1991. Escribió temas musicales para Jeff Chang y Huang Pinyuan, antes de lanzar su primer sencillo y álbum en 1994. Ella ha lanzado 14 álbumes en su carrera en solitario.

## Premios
Fue galardonada por su Mejor Álbum en los premios "16o Golden Melody Awards" en 2005.
En los premios "20o Golden Melody Awards" en 2009, fue reconocida como una de las intérpretes femeninas en lengua mandarín.